# Petrophila canadensis
Petrophila canadensis là một loài bướm đêm trong họ Crambidae.